# Gare de Bloemfontein
La gare de Bloemfontein est une gare ferroviaire desservie par plusieurs lignes du réseau ferroviaire d'Afrique du Sud. La gare est également un point de transit du fret.

## Situation ferroviaire

Bloemfontein dans le réseau national

## Histoire
La première liaison ferroviaire se fait par Le Cap en 1890. Durant la seconde guerre des Boers, la gare a été un enjeu stratégique ayant fait l'objet de combats.

## Service des voyageurs

### Desserte
Bloemfontein' est desservie par Shosholoza Meyl (en) qui fait circuler des trains inter-city vers les grandes villes du pays. Johannesburg, Port Elizabeth et East London sont desservis six fois par semaine, Kimberley deux jours par semaine, Durban et Le Cap le sont hebdomadairement. Relations : Port Elisabeth - Johannesbourg (classe tourisme et économique), East-London - Johannesbourg, Le Cap - Durban (classe tourisme et économique),  Johannesbourg - Kimberley - Bloemfontein